# WTA Philadelphia
Das WTA Philadelphia (offiziell: Advanta Championships Philadelphia) war ein Damen-Tennisturnier der WTA Tour, das – mit Unterbrechungen – bis 2005 in Philadelphia ausgetragen wurde.
Ab 2003 benutzte man eine Turnierlizenz, die man zuvor dem WTA-Turnier in Hamburg abgekauft hatte.

## Siegerliste

### Einzel
| Jahr                                                   | Siegerin          | Finalgegnerin           | Ergebnis      |
| ------------------------------------------------------ | ----------------- | ----------------------- | ------------- |
| 1971                                                   | Rosie Casals      | Françoise Dürr          | 6:3, 3:6, 6:2 |
| 1972 fand in Philadelphia kein WTA-Turnier statt!      |                   |                         |               |
| 1973                                                   | Margaret Court    | Kerry Harris            | 6:1, 6:0      |
| 1974                                                   | Olga Morosowa     | Billie Jean King        | 7:6, 6:1      |
| 1975                                                   | Virginia Wade     | Chris Evert             | 7:5, 6:4      |
| 1976                                                   | Evonne Cawley     | Chris Evert             | 6:3, 7:6      |
| 1977                                                   | Chris Evert       | Martina Navratilova     | 6:4, 4:6, 6:3 |
| 1978                                                   | Chris Evert       | Billie Jean King        | 6:0, 6:4      |
| 1979                                                   | Wendy Turnbull    | Virginia Wade           | 5:7, 6:3, 6:2 |
| 1980–1990 fand in Philadelphia kein WTA-Turnier statt! |                   |                         |               |
| ↓ Kategorie: Tier II ↓                                 |                   |                         |               |
| 1991                                                   | Monica Seles      | Jennifer Capriati       | 7:5, 6:1      |
| 1992                                                   | Steffi Graf       | Arantxa Sánchez Vicario | 6:3, 3:6, 6:1 |
| ↓ Kategorie: Tier I ↓                                  |                   |                         |               |
| 1993                                                   | Conchita Martínez | Steffi Graf             | 6:3, 6:3      |
| 1994                                                   | Anke Huber        | Mary Pierce             | 6:0, 6:7, 7:5 |
| 1995                                                   | Steffi Graf       | Lori McNeil             | 6:1, 4:6, 6:3 |
| ↓ Kategorie: Tier II ↓                                 |                   |                         |               |
| 1996                                                   | Jana Novotná      | Steffi Graf             | 6:4, Aufgabe  |
| 1997                                                   | Martina Hingis    | Lindsay Davenport       | 7:5, 6:7, 7:6 |
| 1998                                                   | Steffi Graf       | Lindsay Davenport       | 4:6, 6:3, 6:4 |
| 1999                                                   | Lindsay Davenport | Martina Hingis          | 6:3, 6:4      |
| 2000                                                   | Lindsay Davenport | Martina Hingis          | 7:6, 6:4      |
| 2001–2002 fand in Philadelphia kein WTA-Turnier statt! |                   |                         |               |
| 2003                                                   | Amélie Mauresmo   | Anastassija Myskina     | 5:7, 6:0, 6:2 |
| 2004                                                   | Amélie Mauresmo   | Wera Swonarjowa         | 3:6, 6:2, 6:2 |
| 2005                                                   | Amélie Mauresmo   | Jelena Dementjewa       | 7:5, 2:6, 7:5 |

### Doppel
| Jahr                                                   | Siegerinnen                      | Finalgegnerinnen                 | Ergebnis      |
| ------------------------------------------------------ | -------------------------------- | -------------------------------- | ------------- |
| 1971                                                   | Rosie Casals Billie Jean King    |                                  | kampflos      |
| 1972 fand in Philadelphia kein WTA-Turnier statt!      |                                  |                                  |               |
| 1973                                                   | Margaret Court Lesley Hunt       | Françoise Dürr Betty Stöve       | 6:1, 3:6, 6:2 |
| 1974                                                   | Rosie Casals Billie Jean King    | Kerry Harris Lesley Hunt         | 6:3, 7:6      |
| 1975                                                   | Evonne Cawley Betty Stöve        | Rosie Casals Billie Jean King    | 4:6, 6:4, 7:6 |
| 1976                                                   | Billie Jean King Betty Stöve     | Rosie Casals Françoise Dürr      | 7:6, 6:4      |
| 1977                                                   | Françoise Dürr Virginia Wade     | Martina Navratilova Betty Stöve  | 6:4, 4:6, 6:4 |
| 1978                                                   | Kerry Reid Wendy Turnbull        | Françoise Dürr Virginia Wade     | 6:3, 7:5      |
| 1979                                                   | Françoise Dürr Betty Stöve       | Renée Richards Virginia Wade     | 6:4, 6:2      |
| 1980–1990 fand in Philadelphia kein WTA-Turnier statt! |                                  |                                  |               |
| ↓ Kategorie: Tier II ↓                                 |                                  |                                  |               |
| 1991                                                   | Jana Novotná Laryssa Sawtschenko | Mary Joe Fernández Zina Garrison | 6:2, 6:4      |
| 1992                                                   | Gigi Fernández Natallja Swerawa  | Conchita Martínez Mary Pierce    | 6:1, 6:3      |
| ↓ Kategorie: Tier I ↓                                  |                                  |                                  |               |
| 1993                                                   | Katrina Adams Manon Bollegraf    | Conchita Martínez Larisa Neiland | 6:2, 4:6, 7:6 |
| 1994                                                   | Gigi Fernández Natallja Swerawa  | Gabriela Sabatini Brenda Schultz | 4:6, 6:4, 6:2 |
| 1995                                                   | Lori McNeil Helena Suková        | Meredith McGrath Larisa Neiland  | 4:6, 6:3, 6:4 |
| ↓ Kategorie: Tier II ↓                                 |                                  |                                  |               |
| 1996                                                   | Lisa Raymond Rennae Stubbs       | Nicole Arendt Lori McNeil        | 6:4, 3:6, 6:3 |
| 1997                                                   | Lisa Raymond Rennae Stubbs       | Lindsay Davenport Jana Novotná   | 6:3, 7:5      |
| 1998                                                   | Jelena Lichowzewa Ai Sugiyama    | Monica Seles Natallja Swerawa    | 7:5, 4:6, 6:2 |
| 1999                                                   | Lisa Raymond Rennae Stubbs       | Chanda Rubin Sandrine Testud     | 6:1, 7:6      |
| 2000                                                   | Martina Hingis Anna Kournikova   | Lisa Raymond Rennae Stubbs       | 6:2, 7:5      |
| 2001–2002 fand in Philadelphia kein WTA-Turnier statt! |                                  |                                  |               |
| 2003                                                   | Martina Navratilova Lisa Raymond | Cara Black Rennae Stubbs         | 6:3, 6:4      |
| 2004                                                   | Alicia Molik Lisa Raymond        | Liezel Huber Corina Morariu      | 7:5, 6:4      |
| 2005                                                   | Cara Black Rennae Stubbs         | Lisa Raymond Samantha Stosur     | 6:4, 7:64     |